# Gramoz Ruçi
Gramoz Ruçi, född den 6 december 1951 i Tepelena i Albanien, är en albansk politiker som sedan september 2017 är talman i Albaniens parlament.
Ruçi föddes i byn Salaria nordväst om staden Tepelena i södra Albanien. I samma by föddes även den tidigare parlamentsledamoten för PS Valentina Leskaj. År 1985 började Ruçi engagera sig politiskt i det då enda tillåtna partiet, Albaniens arbetarparti. Han var förste sekreterare för arbetarpartiet i Tepelena distrikt från 1988. Efter kommunismens fall fortsatte Ruçi som aktiv i Albaniens socialistparti och utsågs av premiärminister Fatos Nano till inrikesminister en kort period 1991. 
Mellan 1992 och 1996 var han generalsekreterare i socialistpartiet. 1997 tog han plats i parlamentet för partiet. 2000 utsågs han till partiets gruppledare i parlamentet vilket han var till 2005 samt återigen mellan 2009 och 2017.
2017 godkände parlamentet Ruçis nominering till talman och han efterträdde den nytillträdde presidenten Ilir Meta på posten efter att Valentina Leskaj agerat talman efter Metas tillträde som president i juli 2017.